# گربیتس
گربیتس (به آلمانی: Gerbitz) یک منطقهٔ مسکونی در آلمان است که در نینبورگ واقع شده‌است. گربیتس  ۶۵۲ نفر جمعیت دارد.